# Кокурін Сергій Вікторович
Сергі́й Ві́кторович Коку́рін (1 січня 1978, Сімферополь, Кримська область, Українська РСР — 18 березня 2014, Сімферополь, Автономна Республіка Крим, Україна) — прапорщик Збройних сил України. Загинув під час російського штурму сімферопольського фотограмметричного центру. Сергій став першим українським воїном, вбитим російськими окупантами протягом російсько-української війни, що почалась із анексії Криму 2014 року.

## Життєпис
Сергій Кокурін народився в Сімферополі, де закінчив середню школу. 28 грудня 1997 року склав Військову присягу на вірність Українському народові. Під час військової служби пройшов шлях від рядового до начальника служби тилу. До літа 2013 року служив у Сімферопольському об'єднаному військовому комісаріаті. З літа 2013 року — начальник служби тилу 13-го фотограмметричного центру Центрального управління воєнно-топографічного та навігації Головного управління оперативного забезпечення Збройних сил України. Неодноразово нагороджувався відзнаками Міністра оборони України та начальника Генерального штабу — Головнокомандувача Збройних Сил України.
Загинув 18 березня 2014 року, виконуючи службовий обов'язок та захищаючи свою військову частину від озброєного нападу російських окупантів. Під час штурму 13-го фотограмметричного центру Сергій Кокурін перебував на спостережній вежі на території автопарку військової частини, домінантній точці, з якої проглядається вся територія частини. Вбитий пострілом у серце з вогнепальної зброї. Згідно офіційного висновку про причини смерті, Сергій Кокурін був вбитий двома кулями з автомата калібру 5,45 мм, випущеними знизу вгору.
Поранений під час штурму капітан ЗСУ Валентин Федун згадує, що відбувалося: 
| Мій пост перебував на третьому поверсі адміністративної будівлі. Після обіду помітив, як у районі КПП почали збиратися люди. Почулися постріли, крики. По рації інші спостерігачі доповіли, що нас атакують. Із КПП надійшла інформація, що ситуація починає виходити з-під контролю. Пікетувальники напирають, намагаються пролізти на територію частини, помічено багато людей зі зброєю. Я піднявся на дах. Звідти побачив, що навколо частини на вогневих позиціях облаштувалися кулеметники й автоматники. Але своєї присутності вони намагалися не виказувати. Невдовзі помітив, що з дальньої сторони на територію частини проникли російські спецпризначенці. Вони просувалися короткими перебіжками, ховаючись від стороннього ока. Про це я одразу доповів черговому та продовжив спостереження, час від часу уточнюючи інформацію. Раптом відчув сильний удар і впав. Вже в будівлі відчув, що поцілили в мене двічі. Перша куля пройшла крізь щоку і вийшла з шиї. Друга вцілила біля лівої ключиці й вийшла з-під лівої лопатки. |
22 березня у Сімферопольському Будинку офіцерів відбулась церемонія прощання з Сергієм Кокуріним, його було поховано на міському кладовищі Сімферополя Абдал.
У загиблого залишилися мати, 4-річний син та вагітна дружина Олена. Два місяці Сергій не дочекався народження другої дитини — Сергія Сергійовича Кокуріна. Сім'я виїхала з окупованого Криму до Одеси.

## Нагороди та вшанування
- За особисту мужність і героїзм, виявлені у захисті державного суверенітету та територіальної цілісності України нагороджений Орденом «За мужність» III ступеня (19.07.2014, посмертно)[3]

- У грудні 2015 року в Одесі колектив фотограмметричного центру Головного управління оперативного забезпечення Збройних Сил України урочисто відкрив на території частини пам'ятник загиблим топографам та меморіальну дошку пам'яті першого загиблого під час анексії Росією Криму українського військовослужбовця — прапорщика Сергія Кокуріна[4].